# 和田幸次郎
和田 幸次郎（わだ こうじろう、1869年3月又は4月（明治2年） - 1926年（大正15年）10月29日）は、日本の海軍軍人。 戦艦「朝日」砲術長として日本海海戦などを戦った。最終階級は海軍大佐。

## 生涯

### 経歴

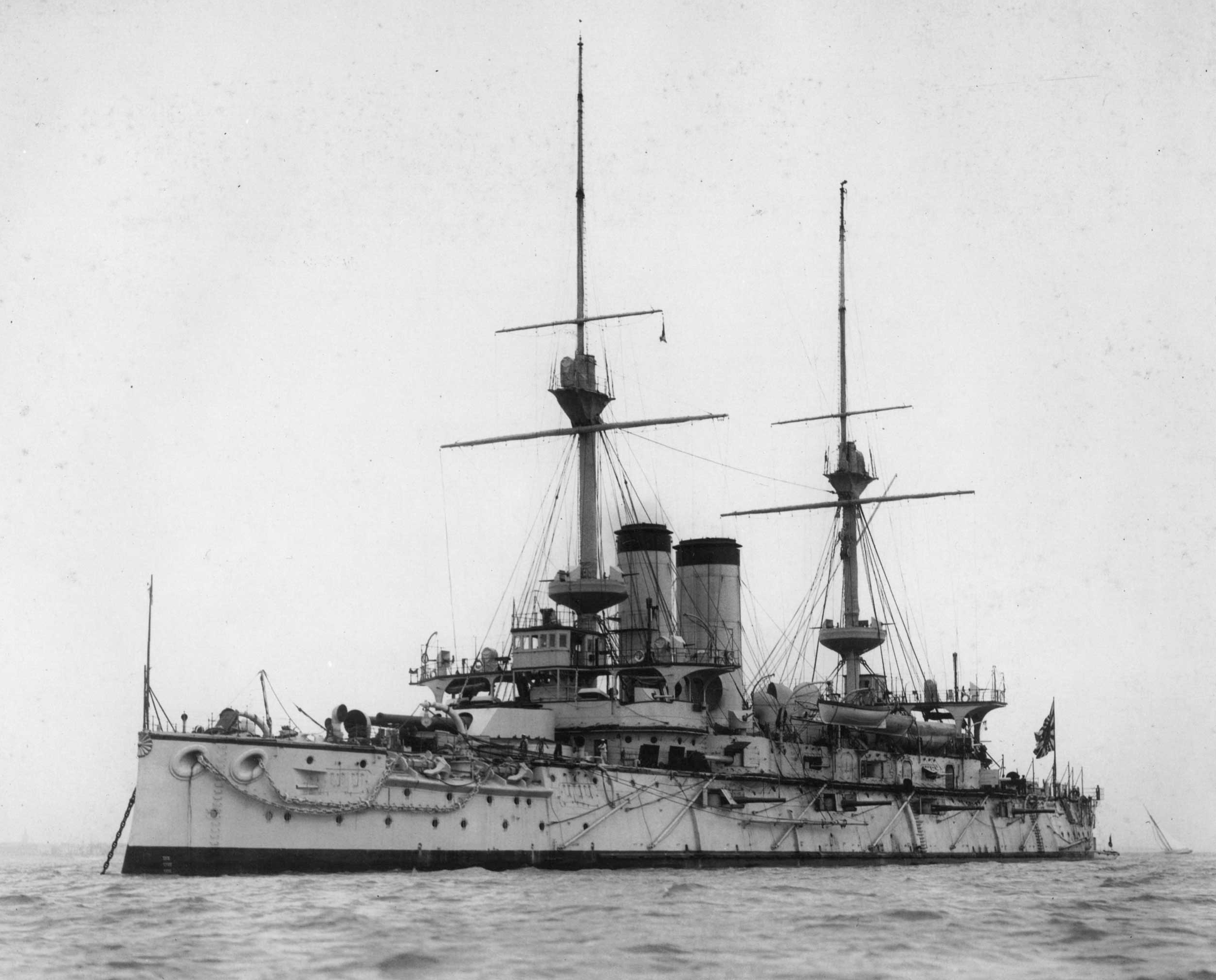
戦艦「朝日」。12インチ砲を有する砲力に期待がかけられていた。

岩代国若松に生まれ、和田重恩の養子となる。本籍は青森県であった。長じて海軍兵学校に入校し、1890年（明治23年）7月、17期生として卒業。席次は88名中59番である。「比叡」乗組み候補生として実務訓練を受け、僚艦「金剛」とともに和歌山県樫野崎灯台沖で遭難した「エルトゥールル号」の生存者を送り届けるためトルコまで赴いている。
呉海兵団分隊士、軍法会議判士を務め、「筑波」分隊士として日清戦争を迎え、逃走した東学党の捕虜を追跡し負傷した。｢小鷹｣（横須賀水雷隊攻撃部）、｢大島｣乗組みを経て、1896年（明治29年）大尉に進級。以後｢和泉｣分隊長、｢橋立｣砲術長を歴任。
また「松島」で白石葭江らと砲員の訓練を指導している。
日露戦争を連合艦隊旗艦「三笠」砲術長として迎え、黄海海戦前に「朝日」砲術長に異動となる。黄海海戦、日本海海戦を戦い、前者では負傷した。
戦後は功四級に叙され、横須賀海軍工廠検査官（少佐）などを経て、1913年（大正2年）、横須賀海軍工廠兵器庫主管（中佐）在任中に待命となり、大佐進級後予備役編入となった。

### 日本海海戦

#### 三笠から朝日へ
和田の「三笠」砲術長から「朝日」砲術長への異動は1904年（明治37年）3月である。代わって「朝日」から「三笠」に異動したのが加藤寛治（のち大将）であった。「三笠」砲術長附であった百武源吾によれば、この異動には「三笠」艦長伊地知彦次郎の意向があった。

#### 事前訓練

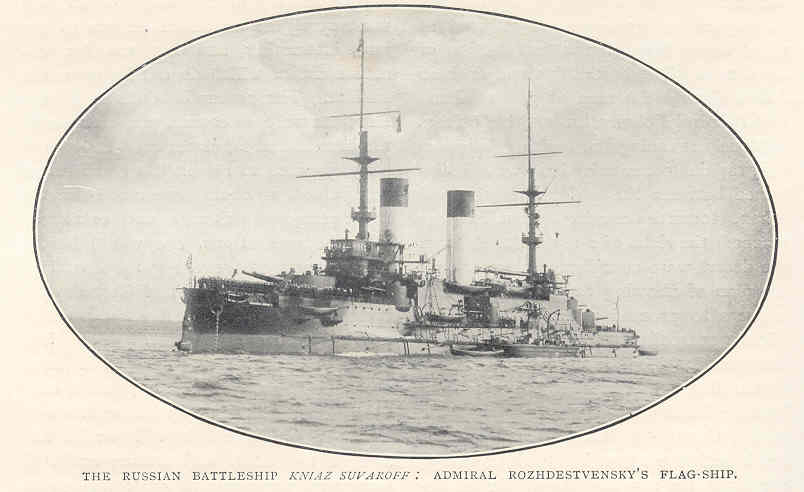
バルチック艦隊旗艦「クニャージ・スヴォーロフ」

連合艦隊は「初瀬」、「八島」の2戦艦を失っていたため、日本海海戦に参戦した戦艦は4隻であった。砲術科の責任者である砲術長は 安保清種（のち大将、「三笠」）、石川長恒（のち大佐、「敷島」）、川上親幸（のち大佐、「富士」）らの海兵18期生、そして和田（｢朝日｣）の各少佐である。
砲術科員は鎮海湾で行われた訓練で石炭積みを免除され、内膅砲射撃によって連日の訓練を積んだ。

#### 朝日砲術科
｢朝日｣の砲術科に関する約500名の人員は、それぞれ前部砲塔、後部砲塔、前部砲台、後部砲台、弾薬運搬を受け持つ5個分隊に属して戦闘に従事した。砲術長は艦橋にあって艦長から攻撃目標、射距離、砲撃開始、中止などの指示を受け、これらの指示のほか、基準苗頭（射爆理論参照）、「朝日」の速力、風力、攻撃目標の推定針路などを直属部員をもって砲側に伝達し、砲戦を行う役割を担っていた。

#### 戦闘
1904年（明治37年）5月27日、戦闘配備を終えたのち、野元綱明艦長は「迅速に装填し、精確に照準し、標的なき弾は発せざる」よう指示している。バルチック艦隊を発見後、和田は砲弾の装填を命じ、必要な指示を砲側に伝え開戦に備える。14時12分、「朝日」は距離7000mから砲撃を開始した。目標はバルチック艦隊旗艦「クニャージ・スヴォーロフ」である。日本海海戦の初日における「朝日」は次のような砲戦を行った。翌日も10時台にネボガトフ少将が率いる部隊に砲撃を行っているが、ネボガトフ少将は降伏し、「朝日」の戦闘終了は10時55分である。「朝日」砲術科の戦死者は後部砲台指揮官、第5分隊長森下基一中尉ほか6名であった。
14時
- 12分 - 砲撃開始、距離7000m
- 34分 – 右舷12ポンド砲撃開始
- 41分 - 目標を2番艦へ変更
- 48分 – 目標を1番艦へ変更
- 52分 - 砲撃待て

15時
- 09分 – 砲撃開始、目標1番艦、距離4100m
- 14分 – 目標をボロジノ型戦艦へ変更、距離3100m
- 21分 – 12ポンド砲砲撃待て
- 28分 - 砲撃待て

16時
- 08分 - 砲撃開始、距離6500m
- 17分　- 砲撃待て
- 28分 - 砲撃開始、目標「ナヒモフ」、距離7500m
- 31分 - 砲撃待て
- 32分 - 砲撃開始、距離2500m
- 42分 - 砲撃待て

17時
- 05分 - 砲撃開始、目標ボロジノ型戦艦、距離6800m
- 13分 – 目標を仮装巡洋艦（A）へ変更、距離5300m
- 22分 – 目標をナヒモフへ変更、距離5400m
- 26分 - 砲撃待て
- 36分 – 目標を仮装巡洋艦(B)へ変更、距離6200m
- 43分 – 目標を仮装巡洋艦(A)へ変更、距離2300m
- 51分 – 目標を巡洋艦へ変更、距離5600m
- 55分 - 砲撃待て

18時
- 02分 - 砲撃開始、目標戦艦、距離7500m
- 17分 – 目標をボロジノ型戦艦へ変更、距離6500m

19時
- 30分 - 砲撃中止

| 砲種 | 12インチ(30.05cm) | 6インチ(15.2cm) | 12ポンド(7.62cm) | 合計 |
| 門数 | 4                 | 14              | 20               | 38   |
| 弾数 | 142               | 693             | 513              | 1348 |

この他にも小口径の速射砲を有していたが、戦闘報告に発射に関する記録はない。

## 栄典
位階
- 1898年（明治31年）3月8日 - 正七位[21]

勲章等
- 1902年（明治35年）5月10日 - 明治三十三年従軍記章[22]
- 1906年（明治39年）4月1日 - 功四級金鵄勲章・旭日小綬章・明治三十七八年従軍記章[23]